# Liste der Baudenkmäler im Kreis Steinfurt

Kreis Steinfurt

Die Liste der Baudenkmäler im Kreis Steinfurt umfasst:
- Liste der Baudenkmäler in Altenberge
- Liste der Baudenkmäler in Emsdetten
- Liste der Baudenkmäler in Greven
- Liste der Baudenkmäler in Hopsten
- Liste der Baudenkmäler in Hörstel
- Liste der Baudenkmäler in Horstmar
- Liste der Baudenkmäler in Ibbenbüren
- Liste der Baudenkmäler in Ladbergen
- Liste der Baudenkmäler in Laer
- Liste der Baudenkmäler in Lengerich
- Liste der Baudenkmäler in Lienen
- Liste der Baudenkmäler in Lotte
- Liste der Baudenkmäler in Metelen
- Liste der Baudenkmäler in Mettingen
- Liste der Baudenkmäler in Neuenkirchen
- Liste der Baudenkmäler in Nordwalde
- Liste der Baudenkmäler in Ochtrup
- Liste der Baudenkmäler in Recke
- Liste der Baudenkmäler in Rheine
- Liste der Baudenkmäler in Saerbeck
- Liste der Baudenkmäler in Steinfurt
- Liste der Baudenkmäler in Tecklenburg
- Liste der Baudenkmäler in Westerkappeln
- Liste der Baudenkmäler in Wettringen

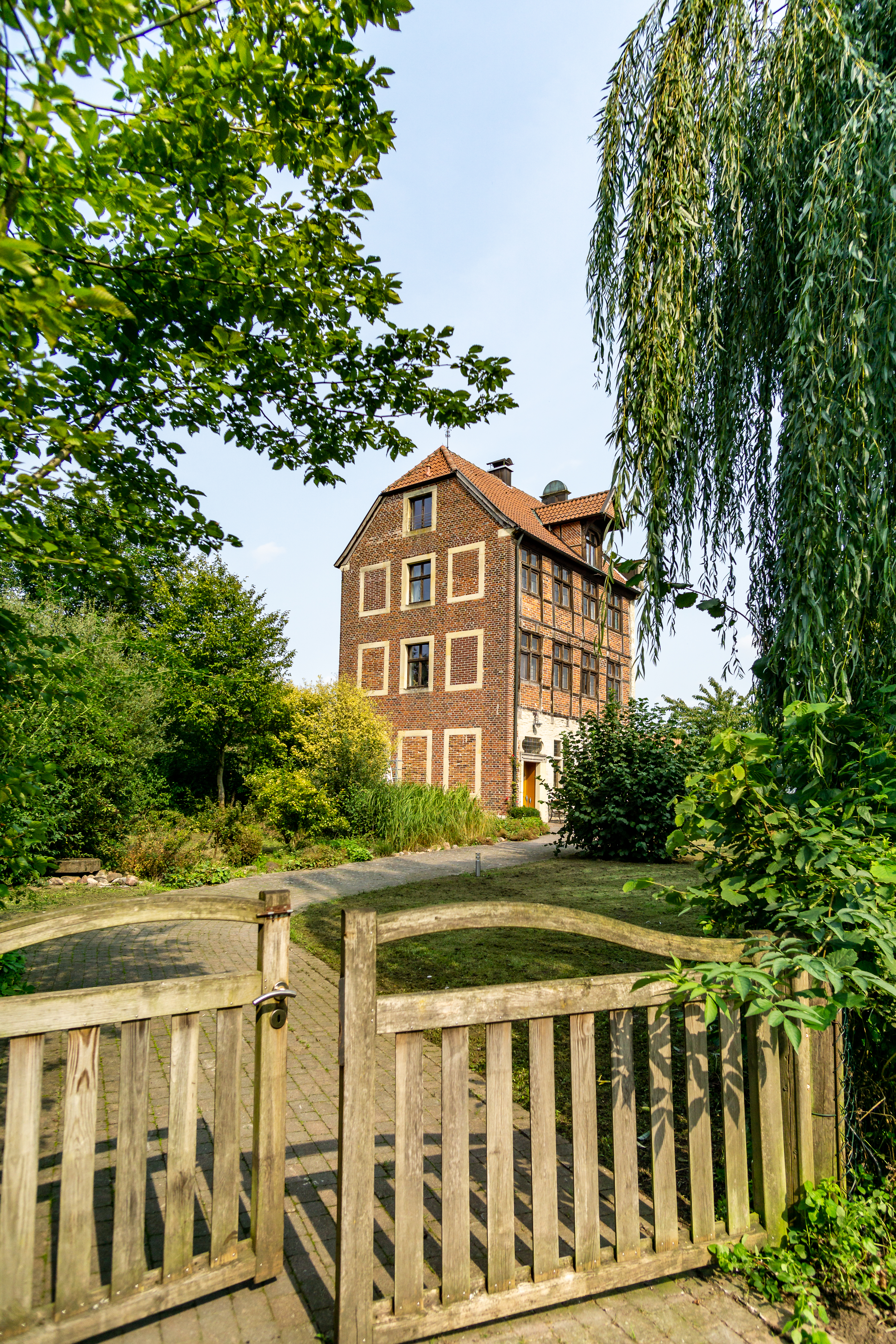
Speicher Sieverding Waltrup (Altenberge)
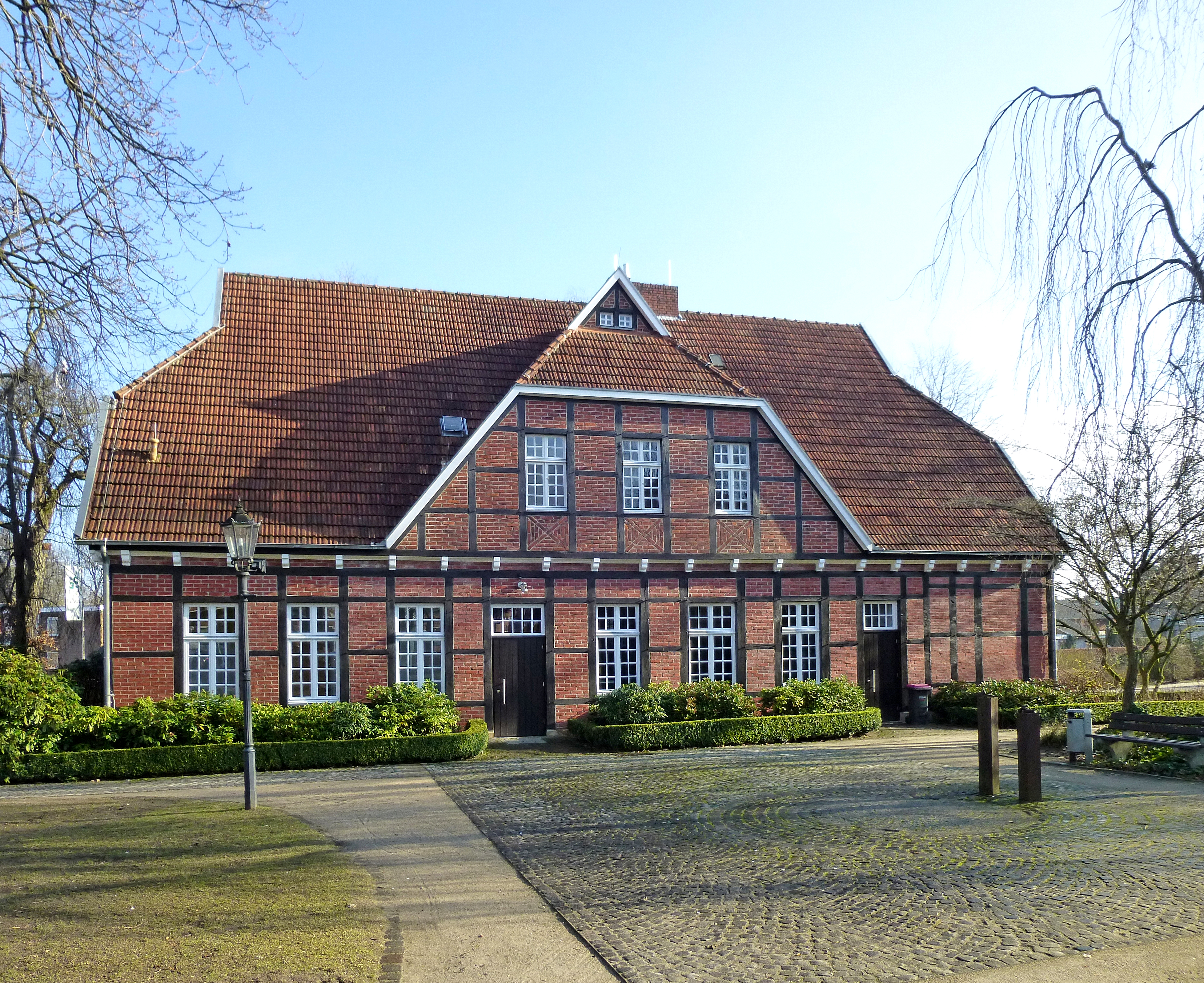
Hof Deitmar (Emsdetten)
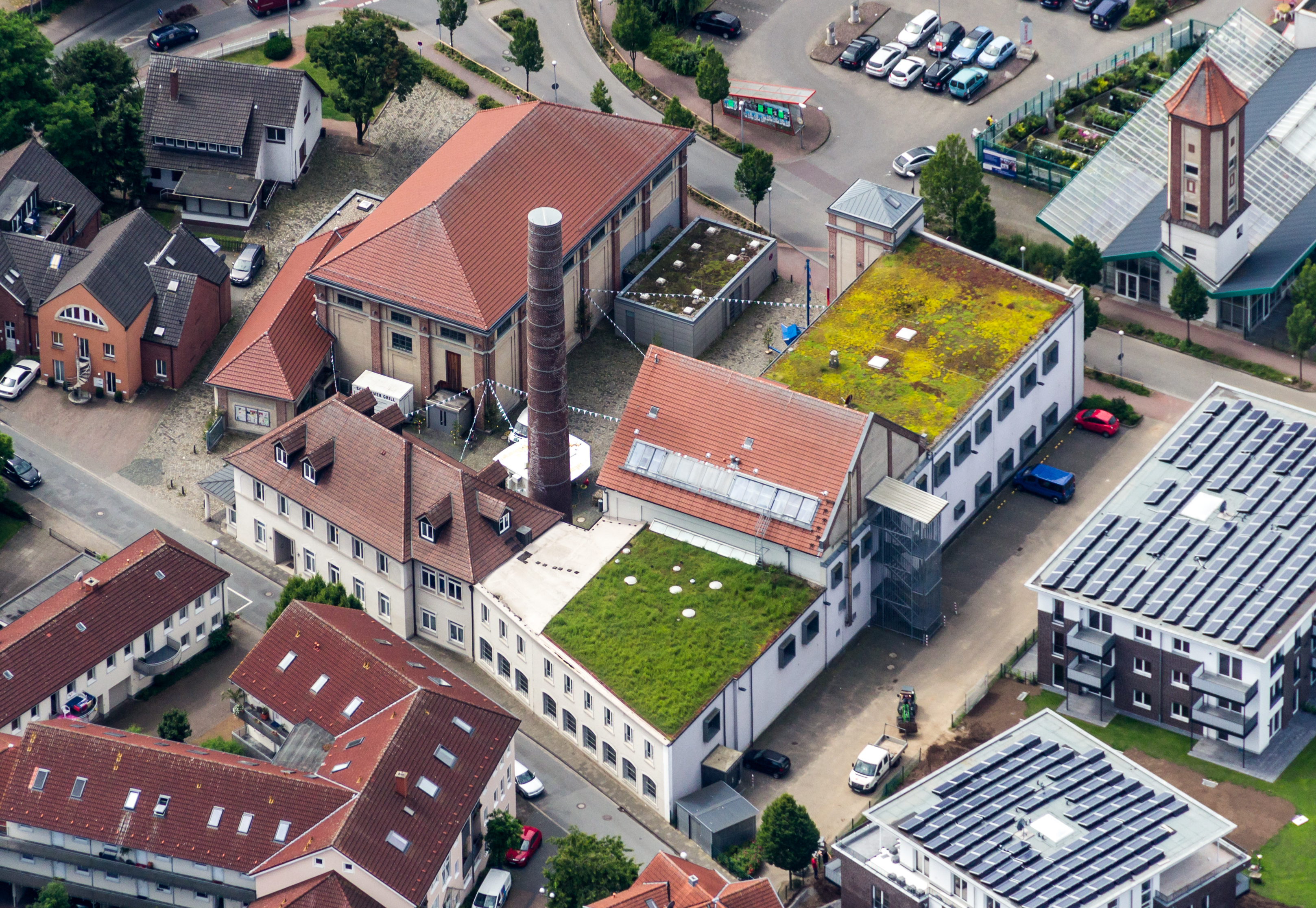
ehem. Baumwollspinnerei (Greven)
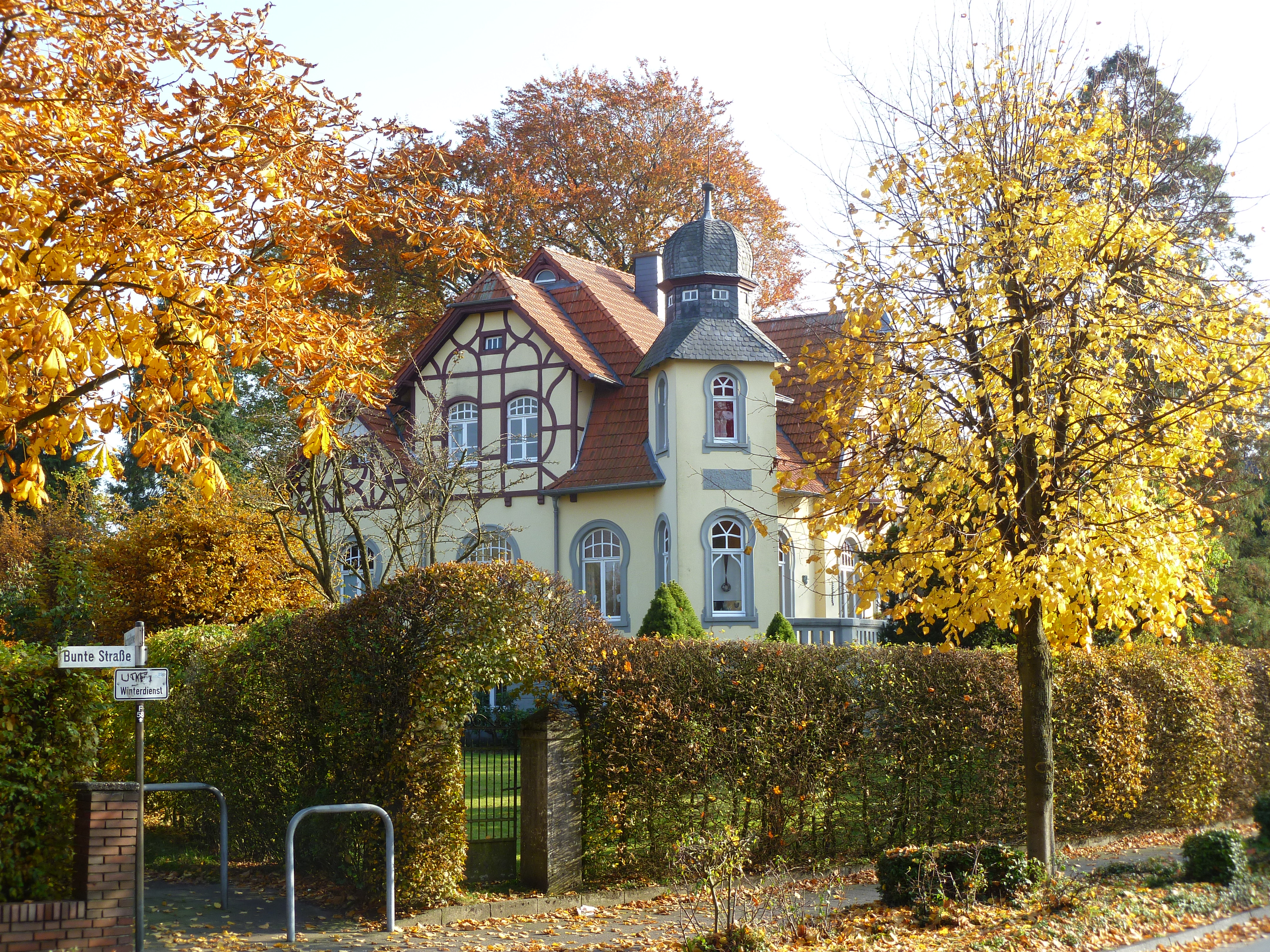
Villa von Stahl (Hopsten)
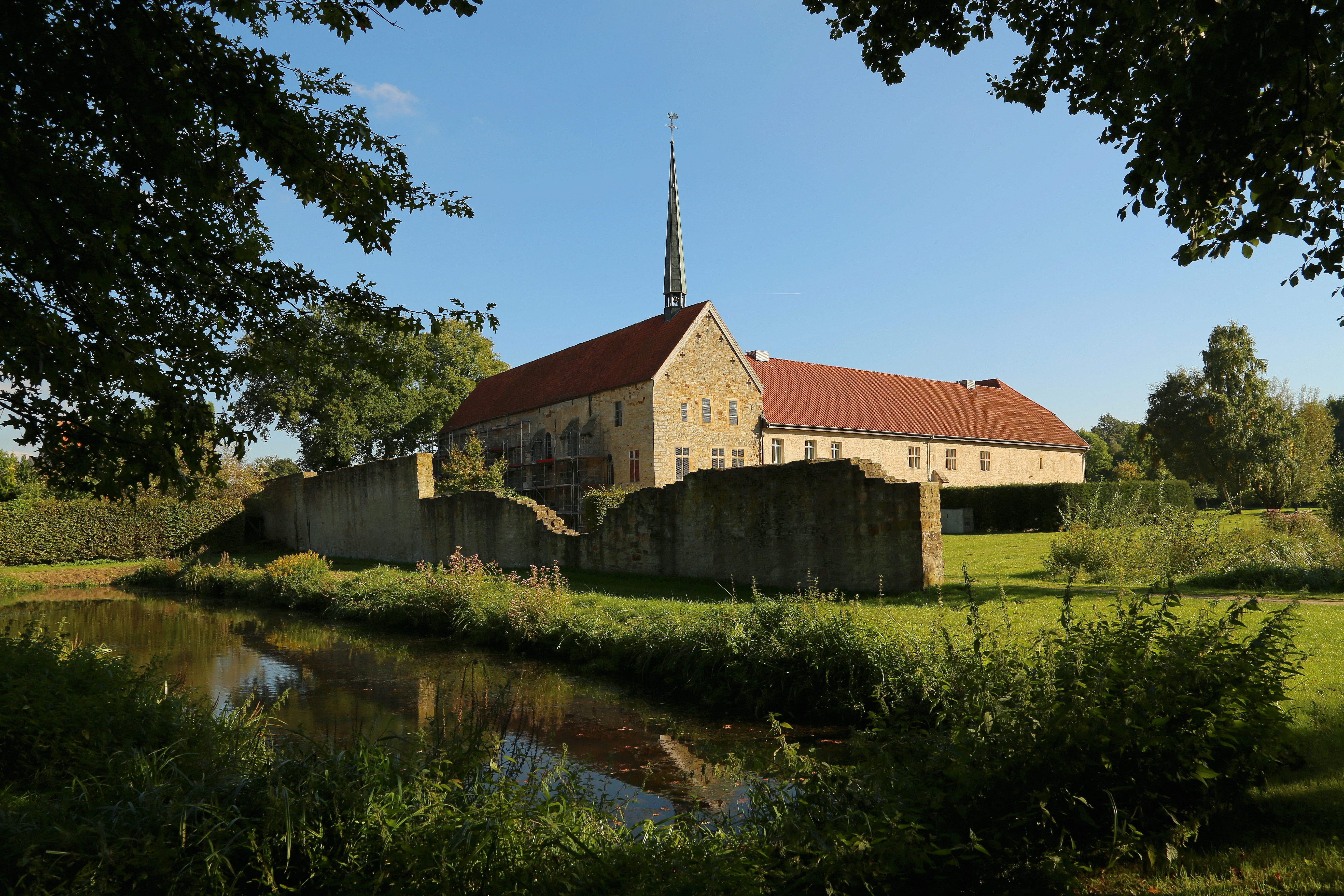
Kloster Gravenhorst (Hörstel)
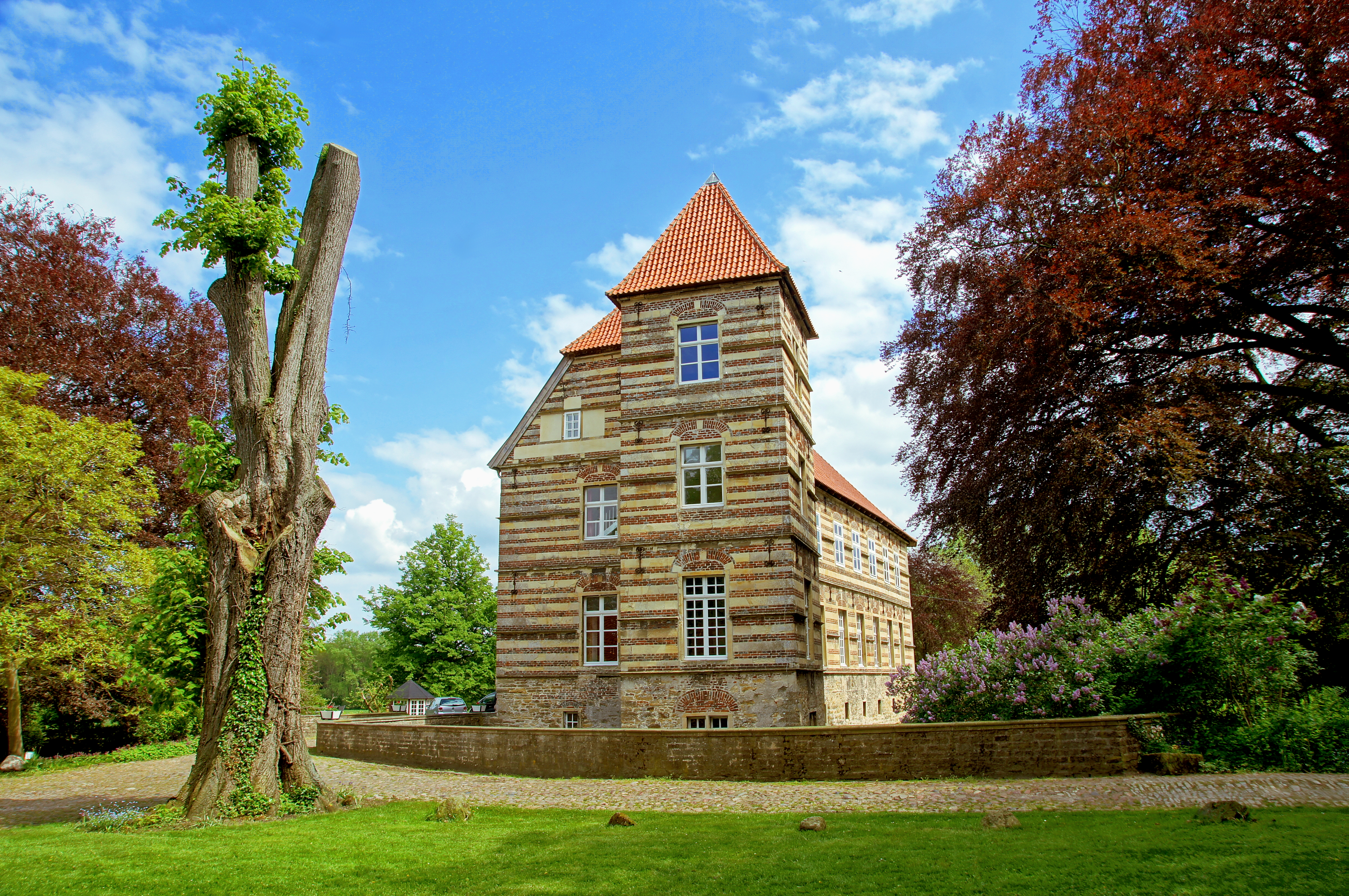
Wasserburg Haus Alst (Horstmar)
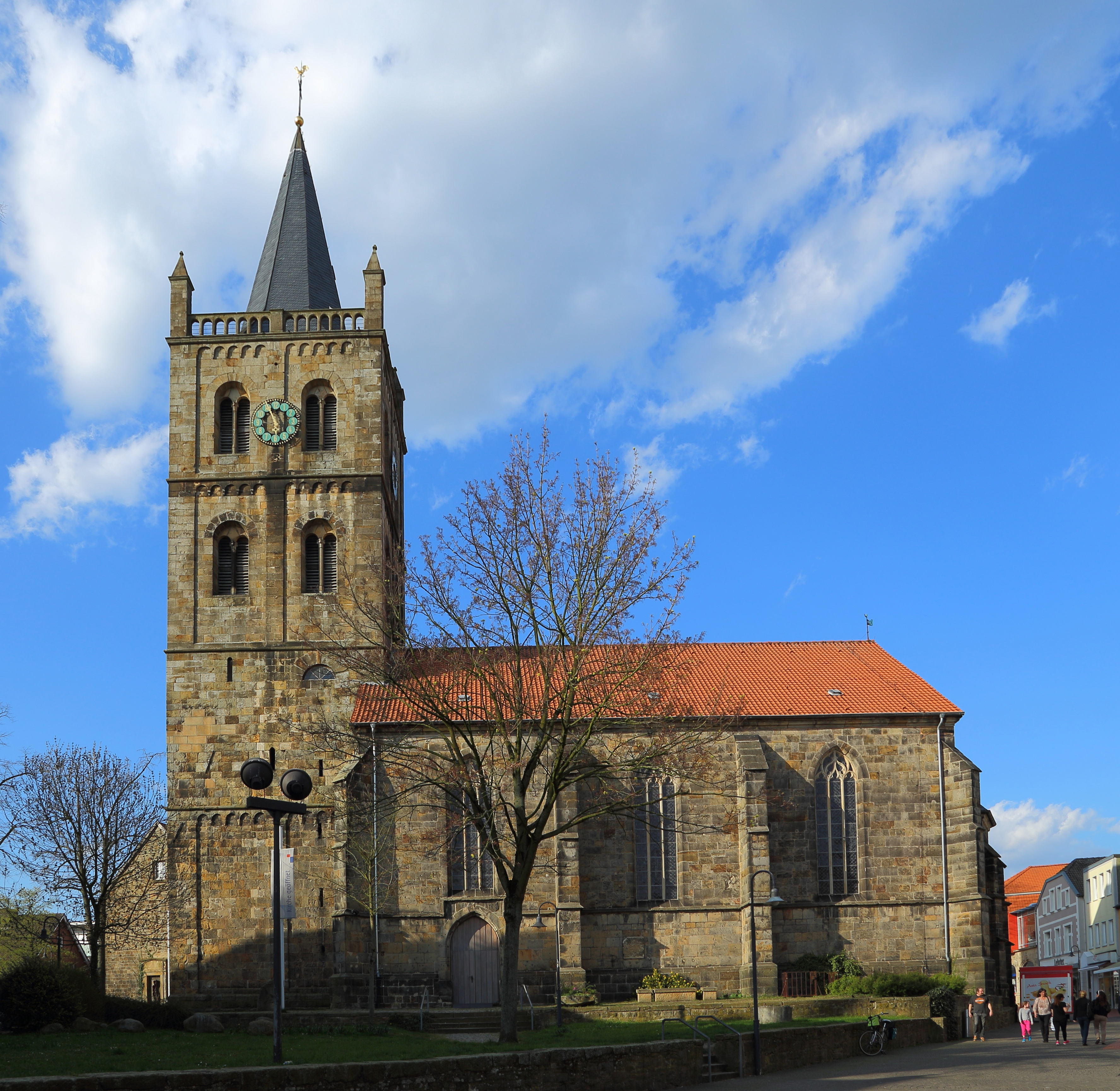
Christuskirche (Ibbenbüren)
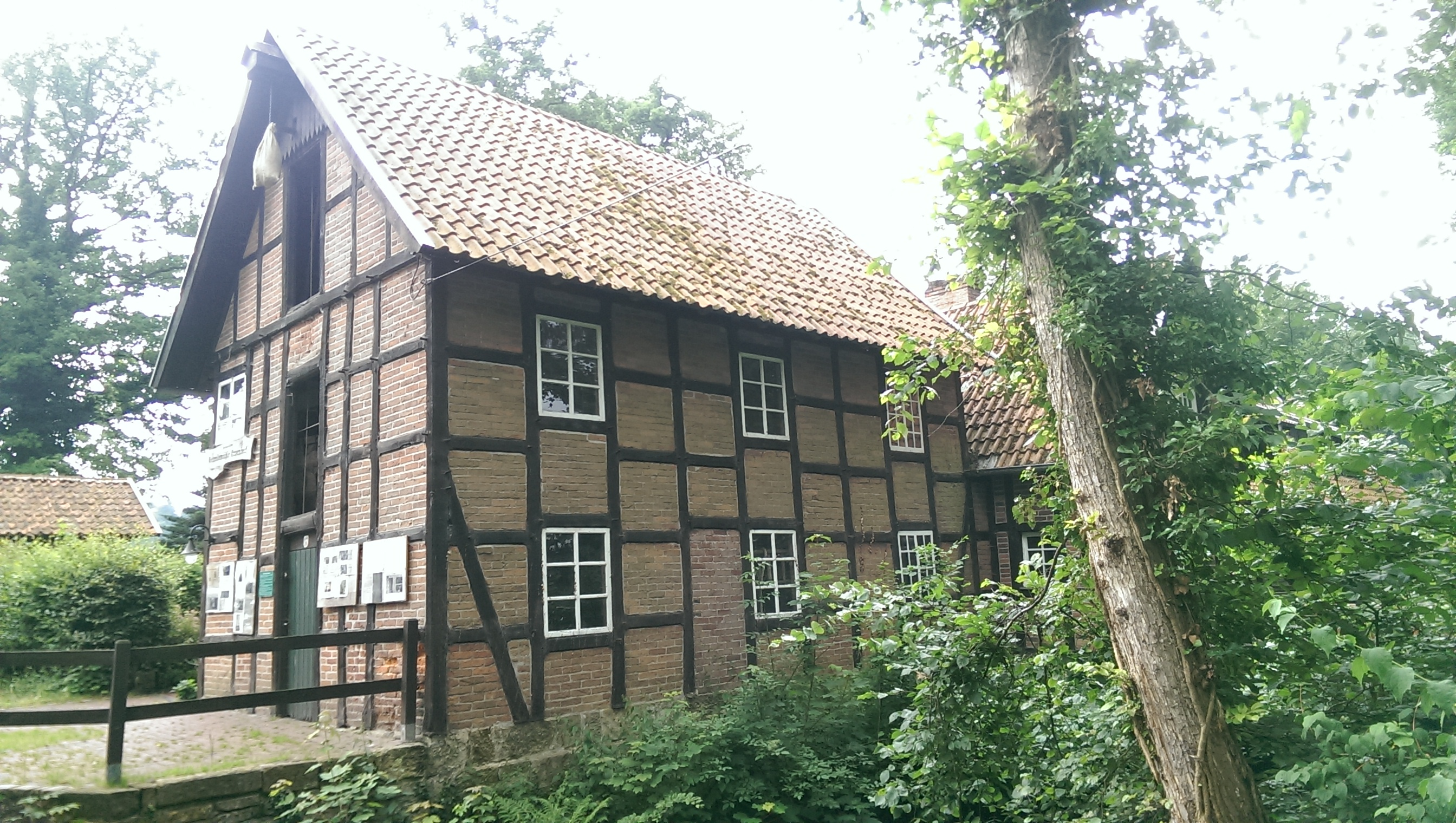
Getreidemühle Erpenbeck (Ladbergen)
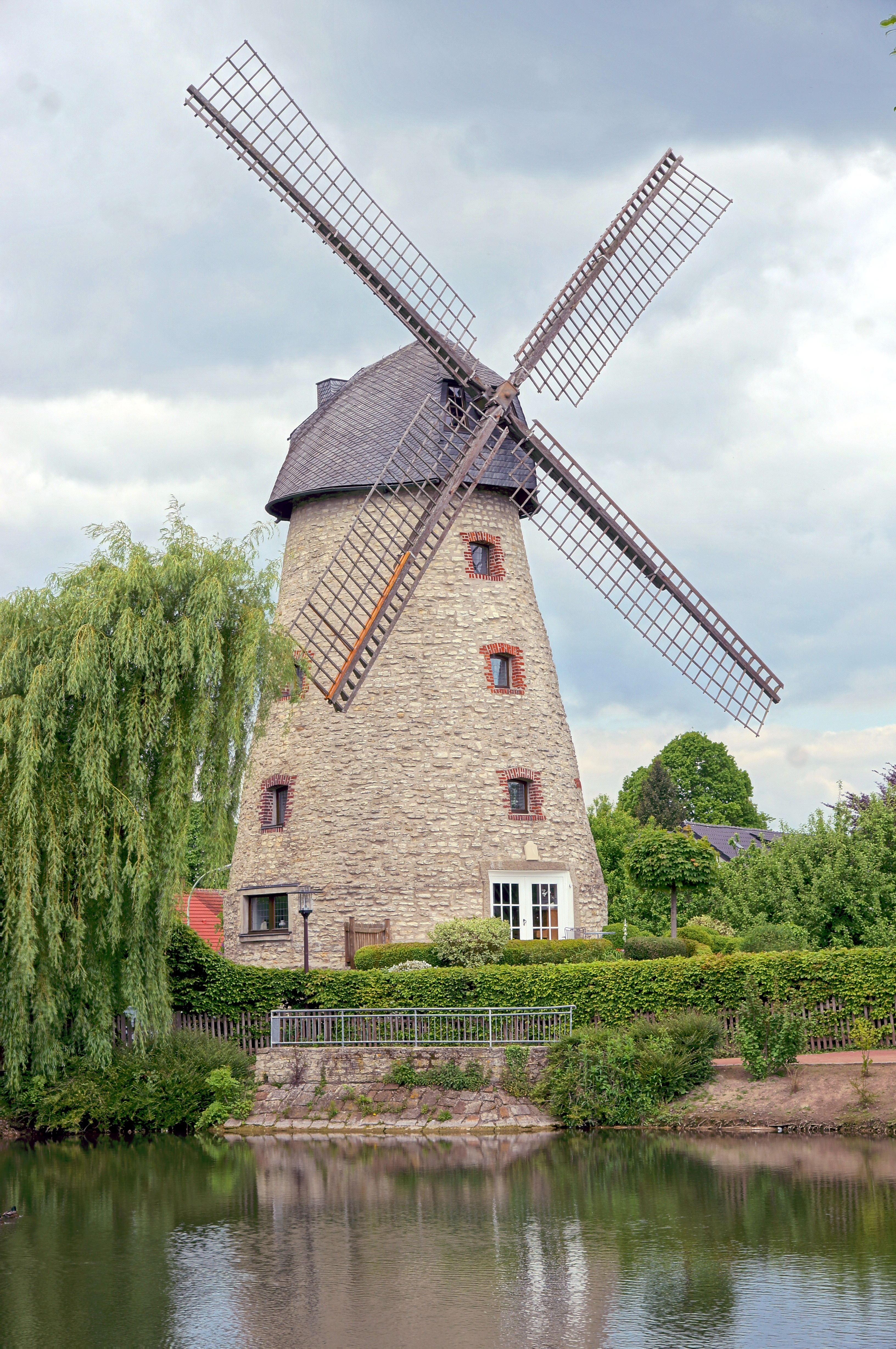
Wellingsche Kappenwindmühle (Laer)
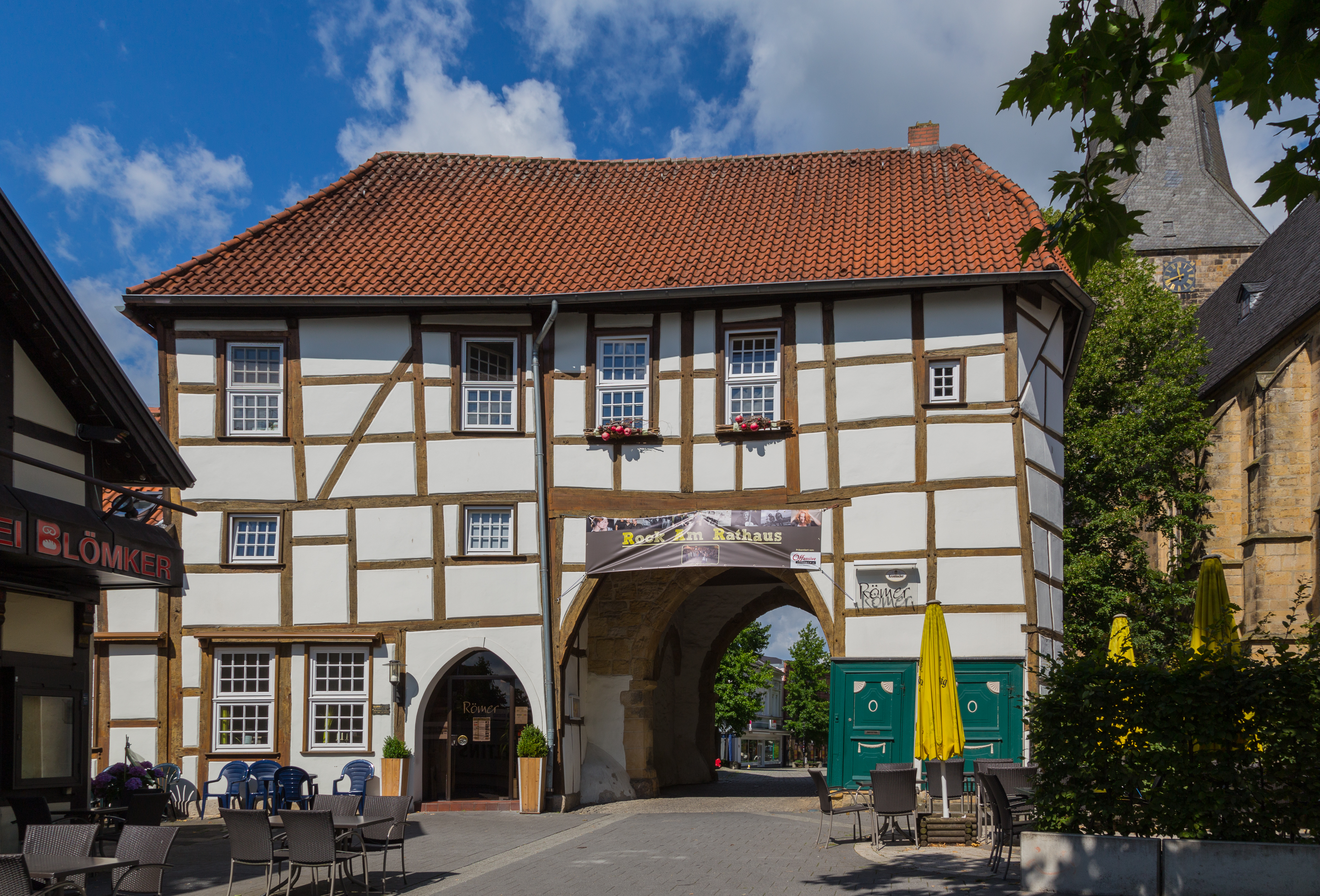
Römer/Torhaus (15. J.) (Lengerich (Westfalen))
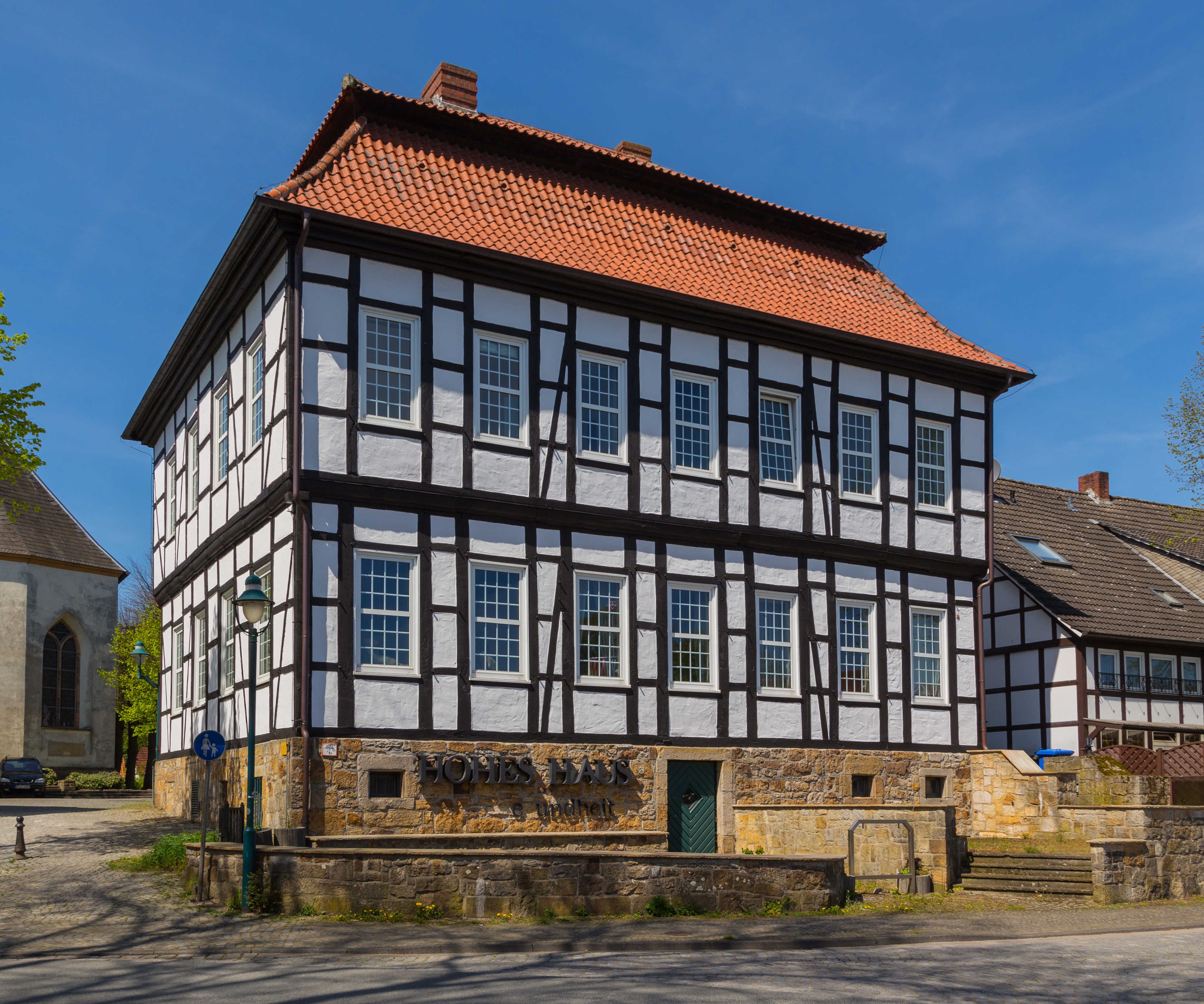
"Hohes Haus" (Lienen)
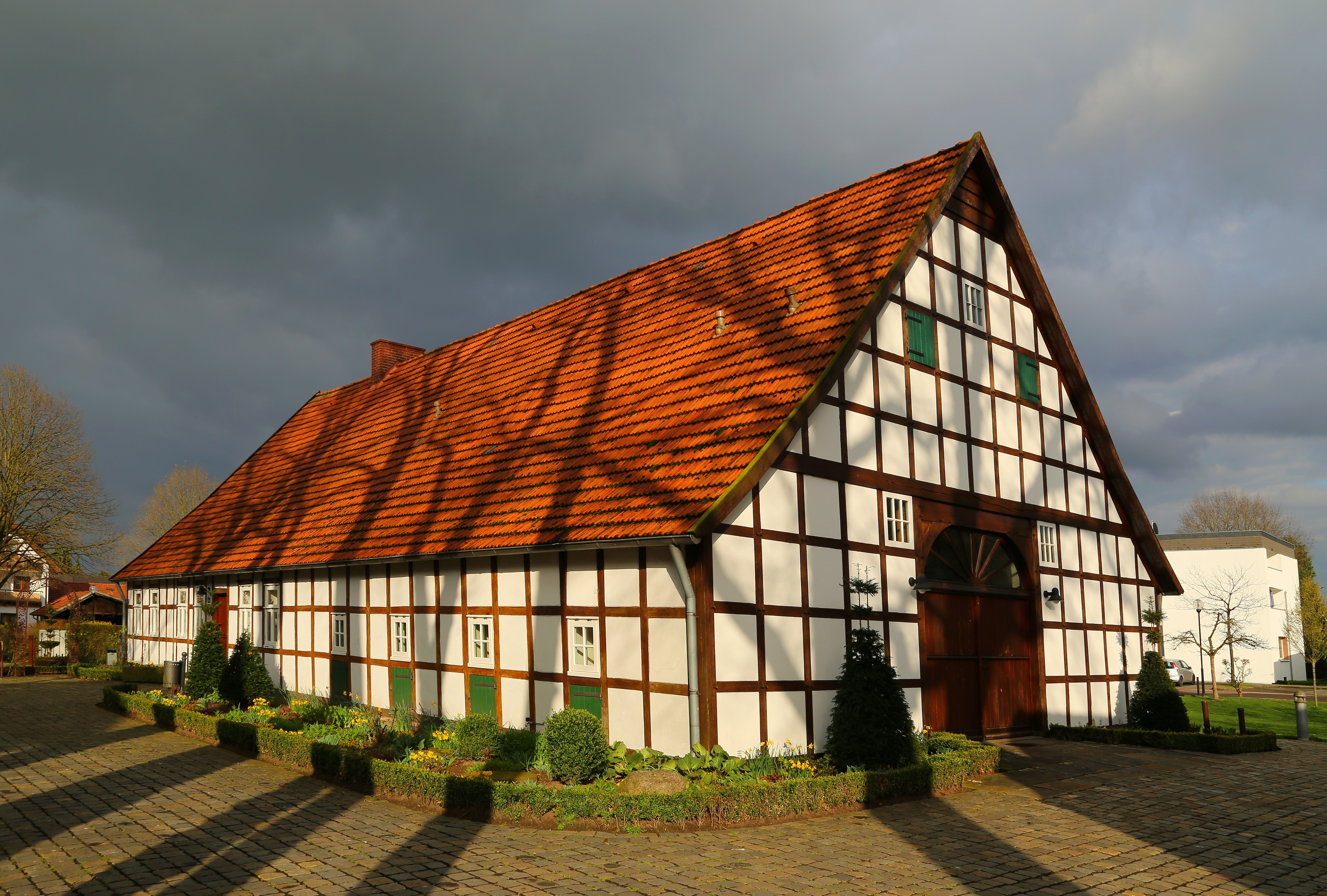
Hof Haus Hehwerth (Lotte)
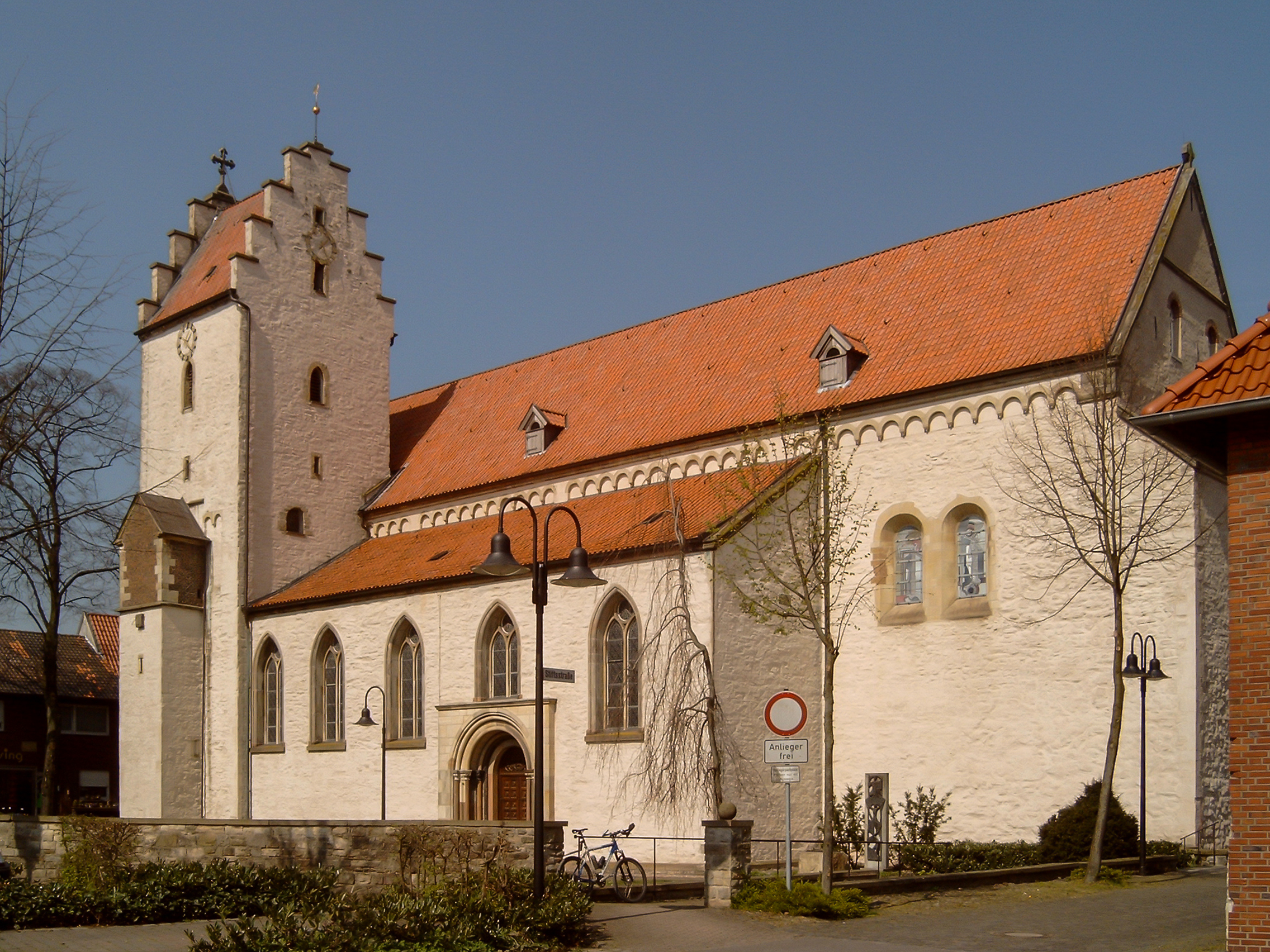
Kirche St. Cornelius und Cyprian (12. J.) (Metelen)
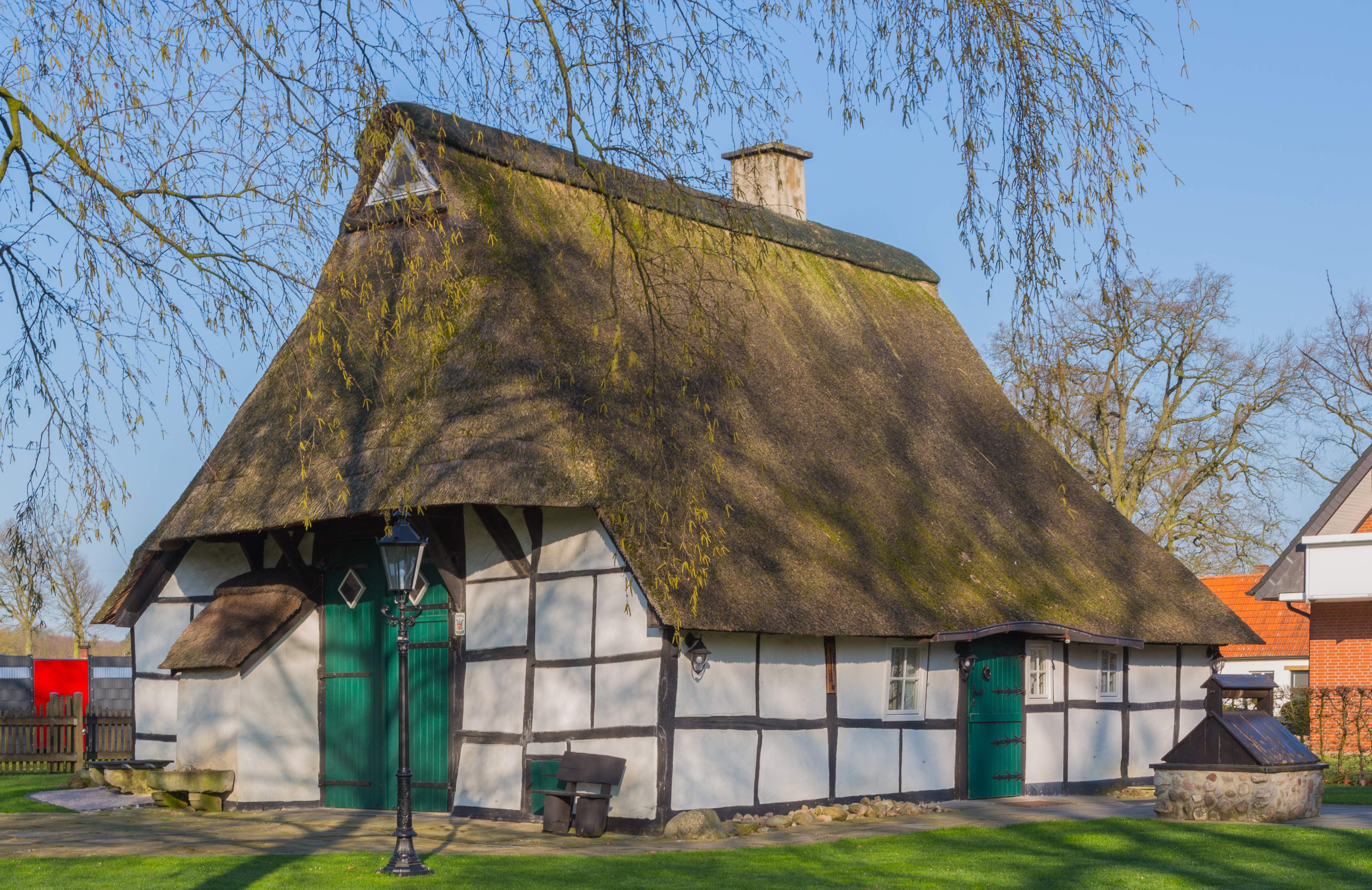
ehem. Heuerhaus "Krippken" (16. J.) (Mettingen)
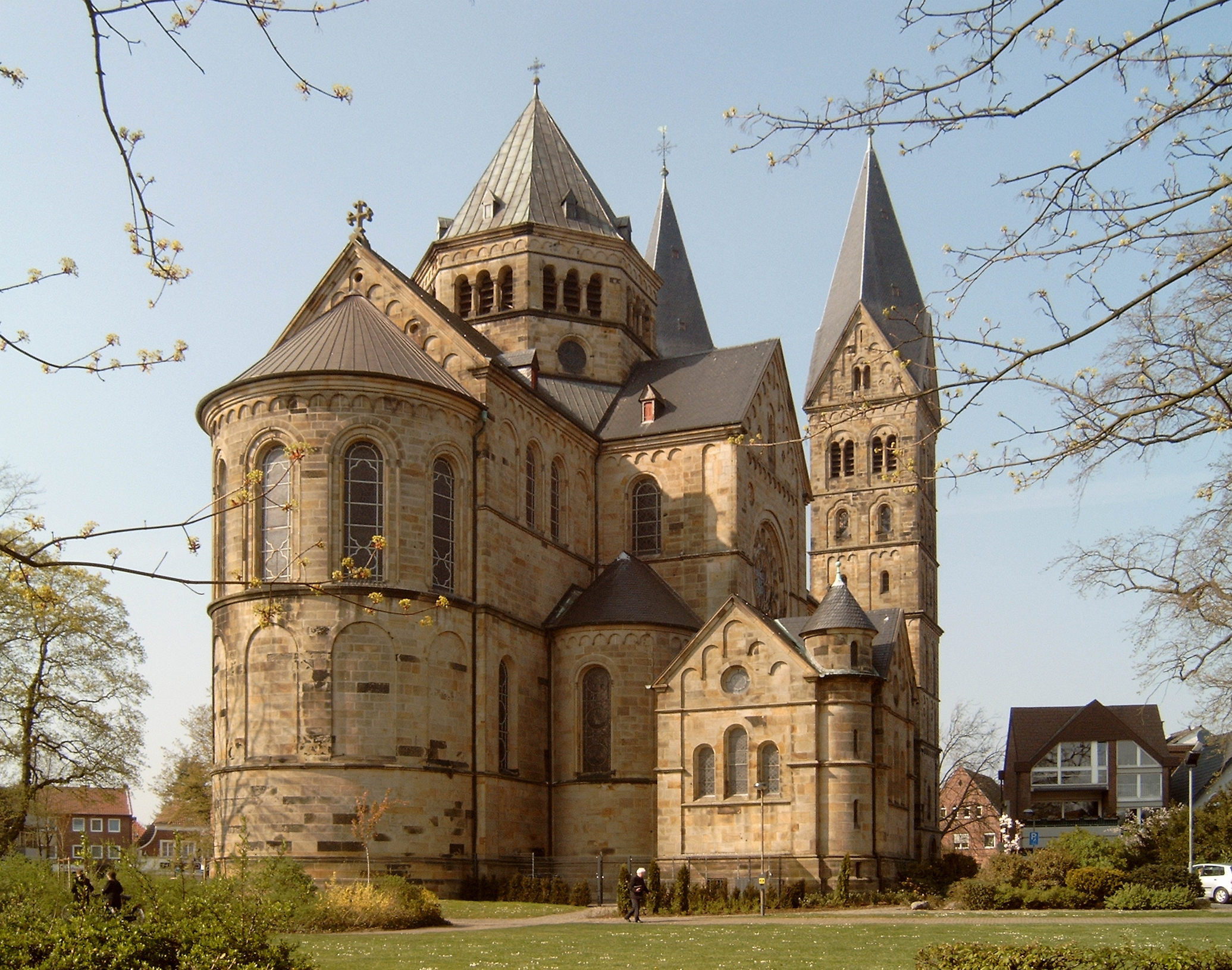
Kath. Pfarrkirche St. Anna (Neunkirchen)
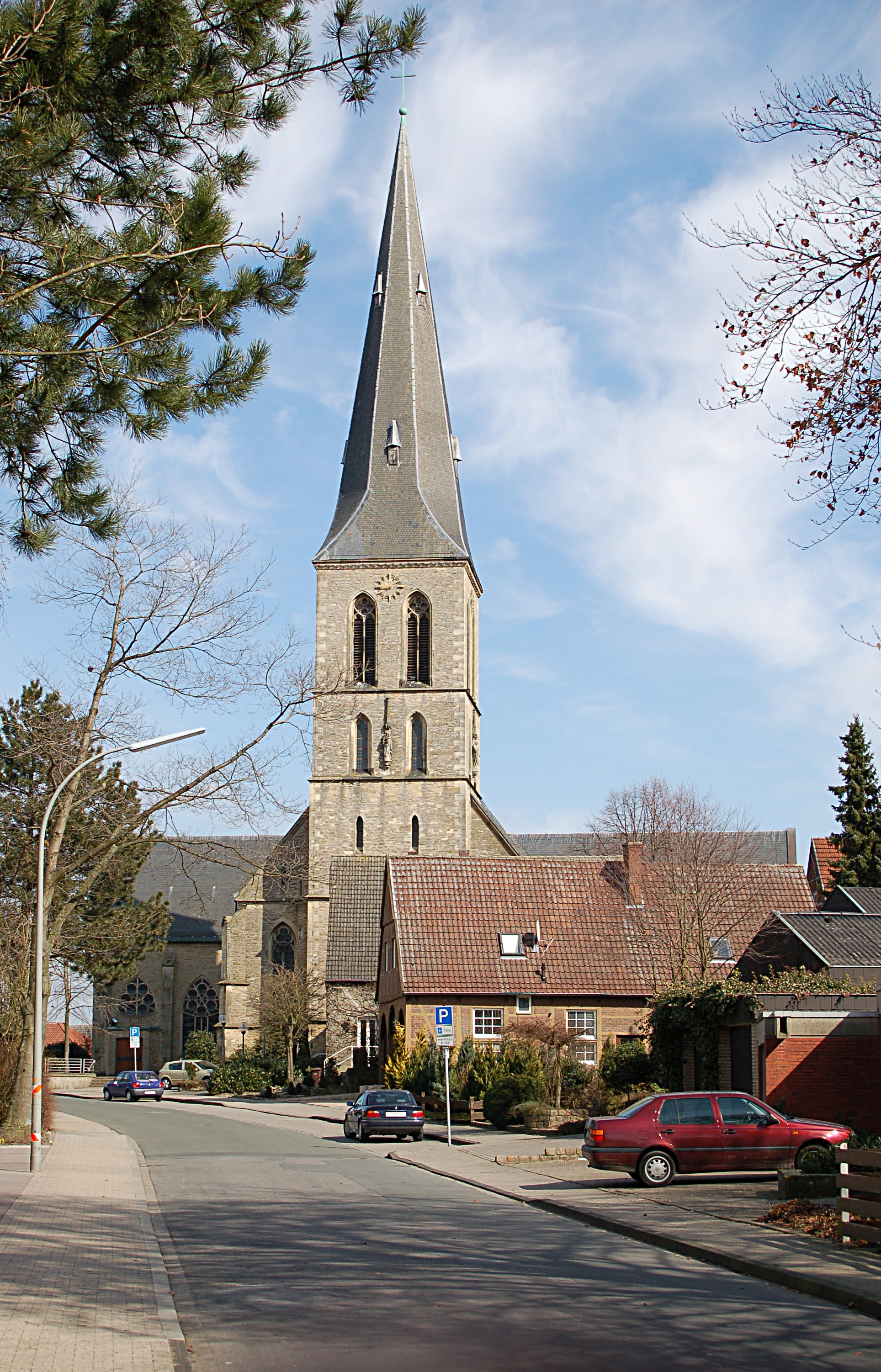
Katholische Kirche (Nordwalde)
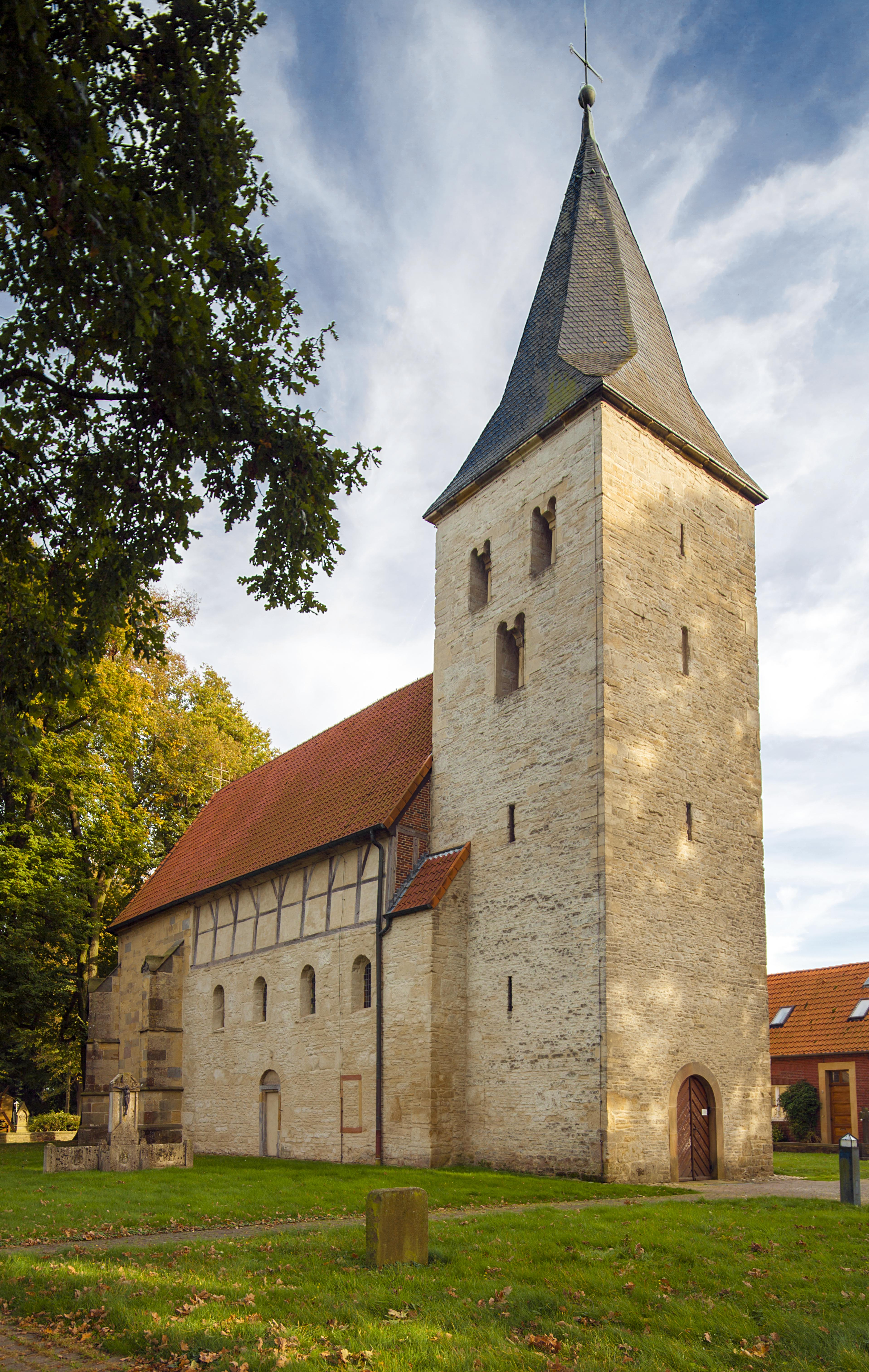
Kath. Pfarrliche Welbergen (Ochtrup)
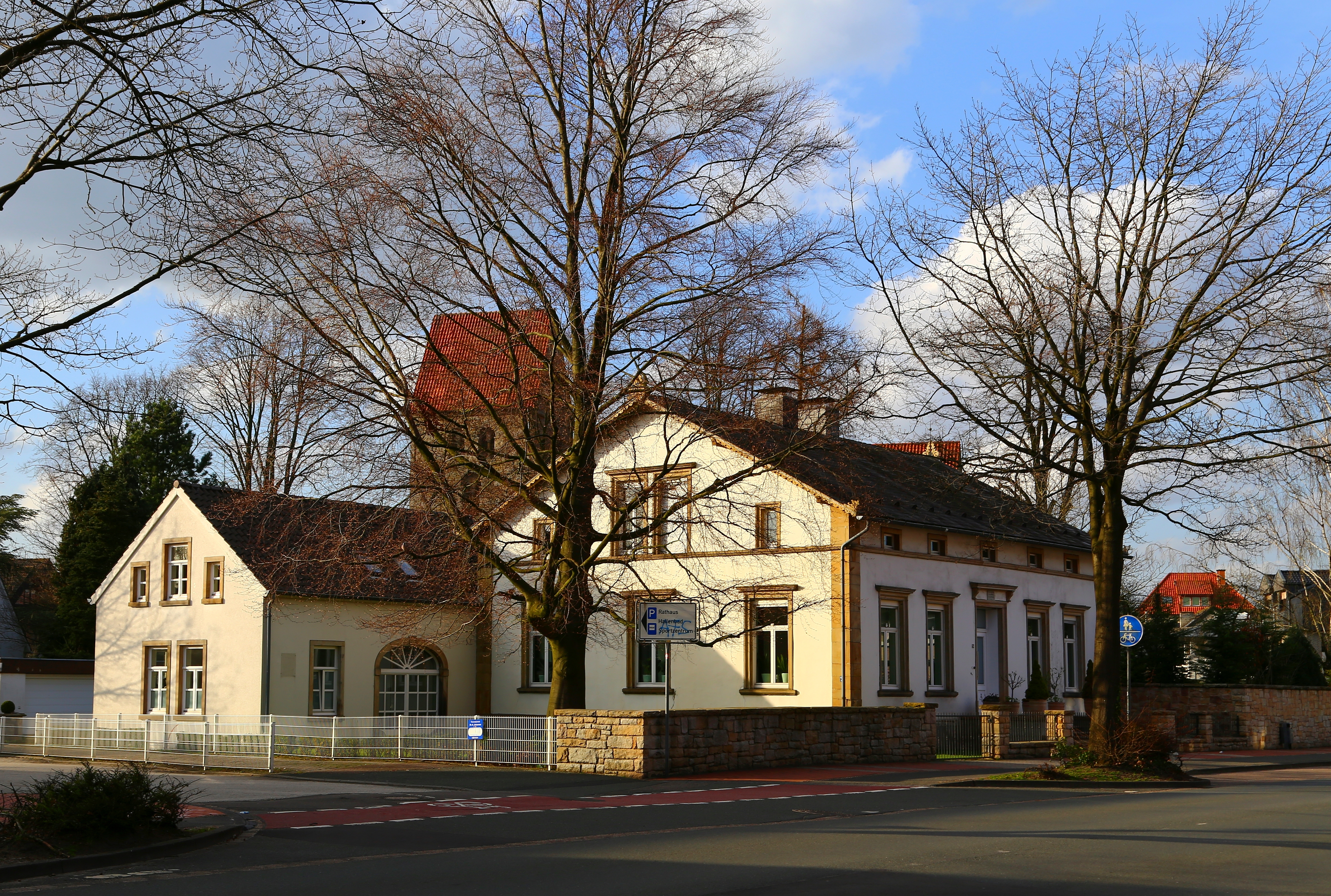
Haus Weller (Recke)
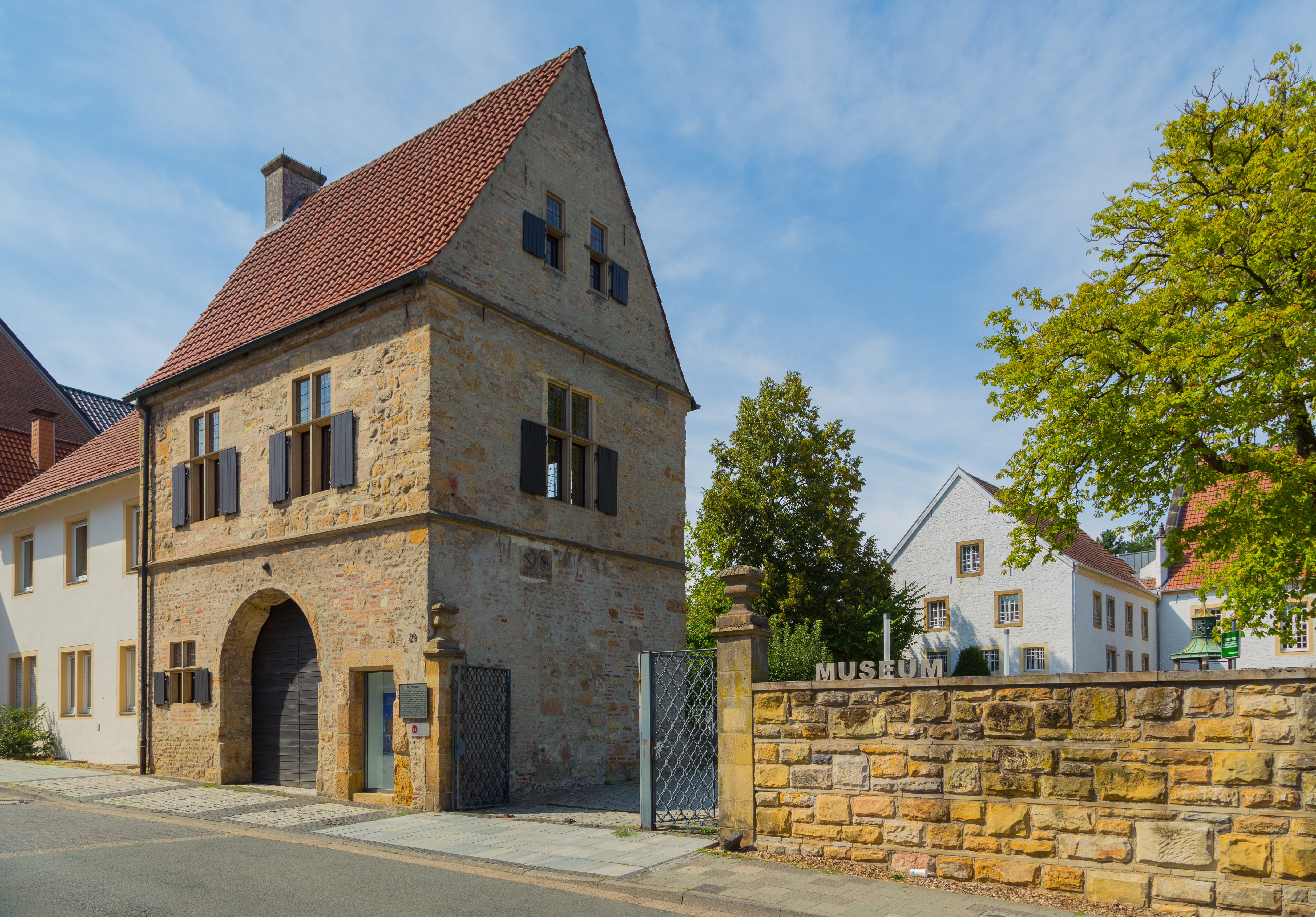
Torhaus Falkenhof (Rheine)
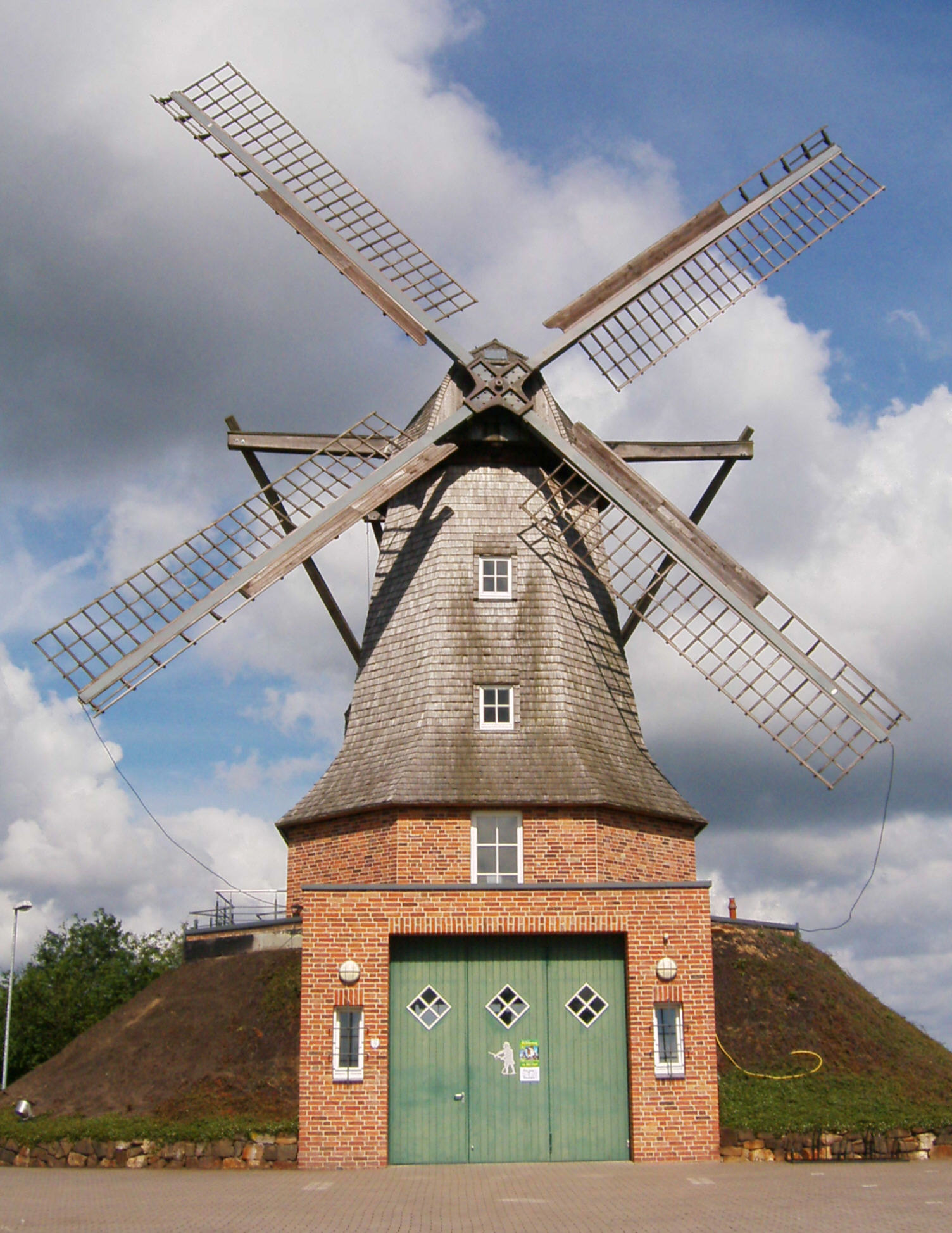
Turmwindmühle Sinningen (Saerbeck)
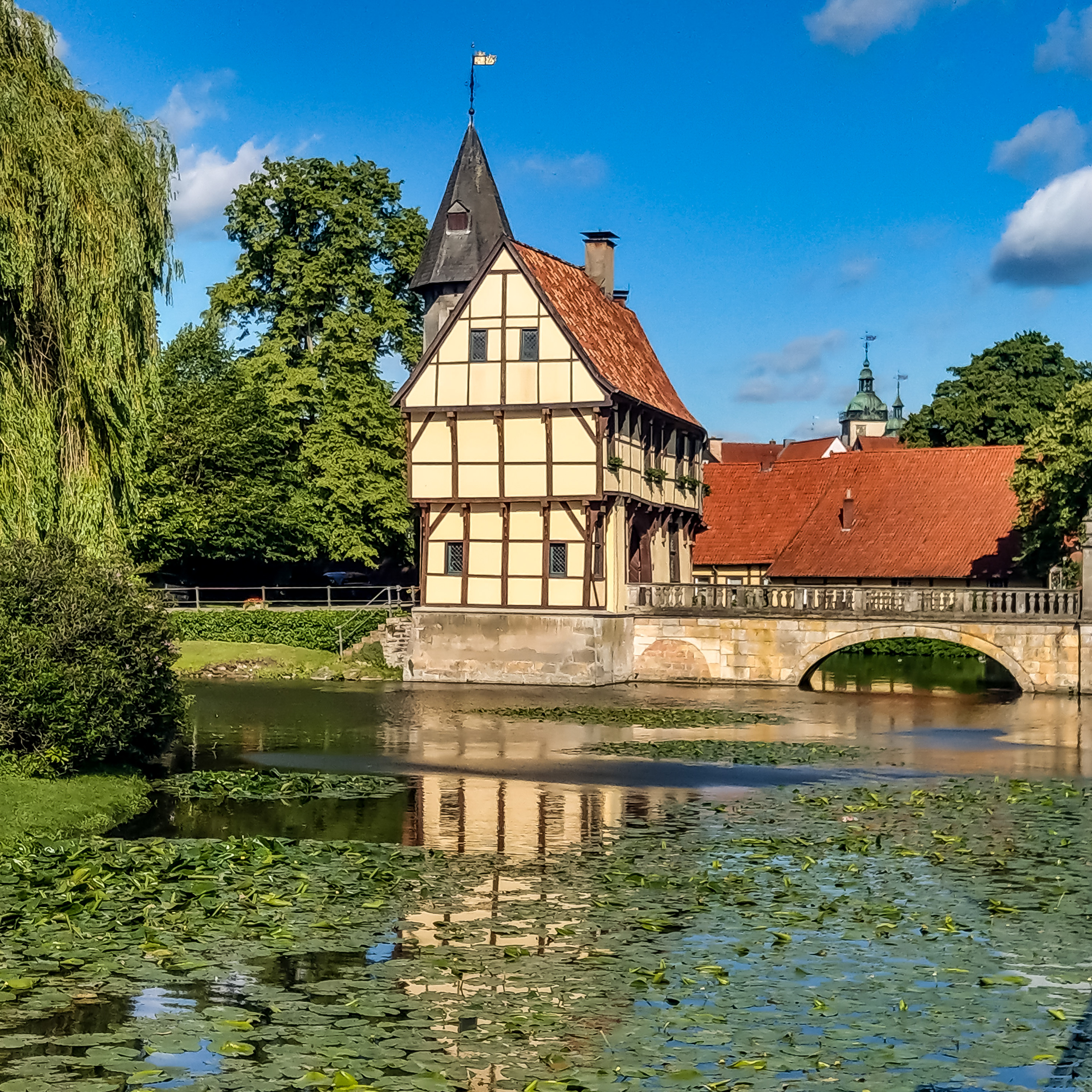
Schloss-Torhaus  (Steinfurt)
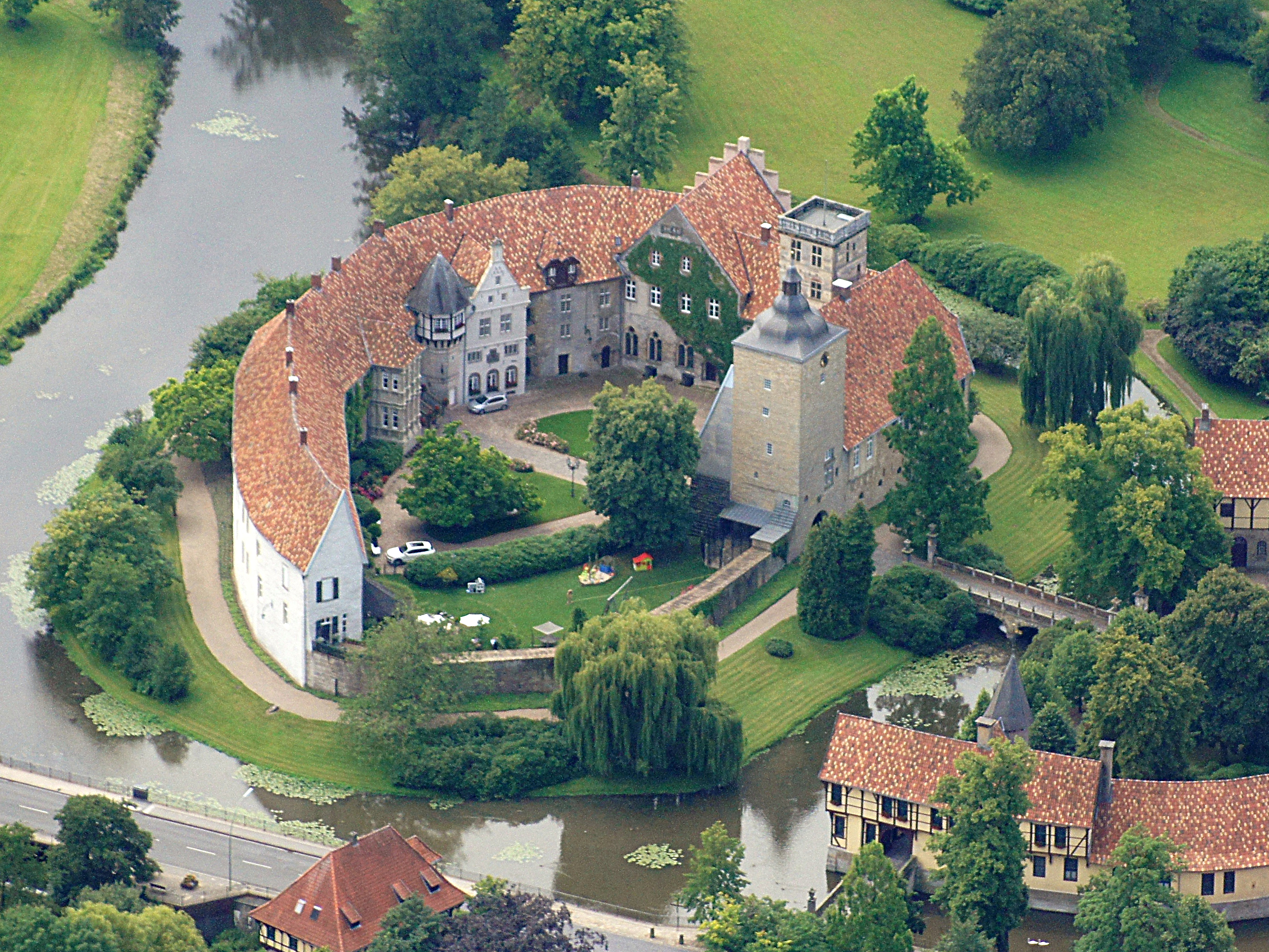
Schloss Burgsteinfurt (Steinfurt)
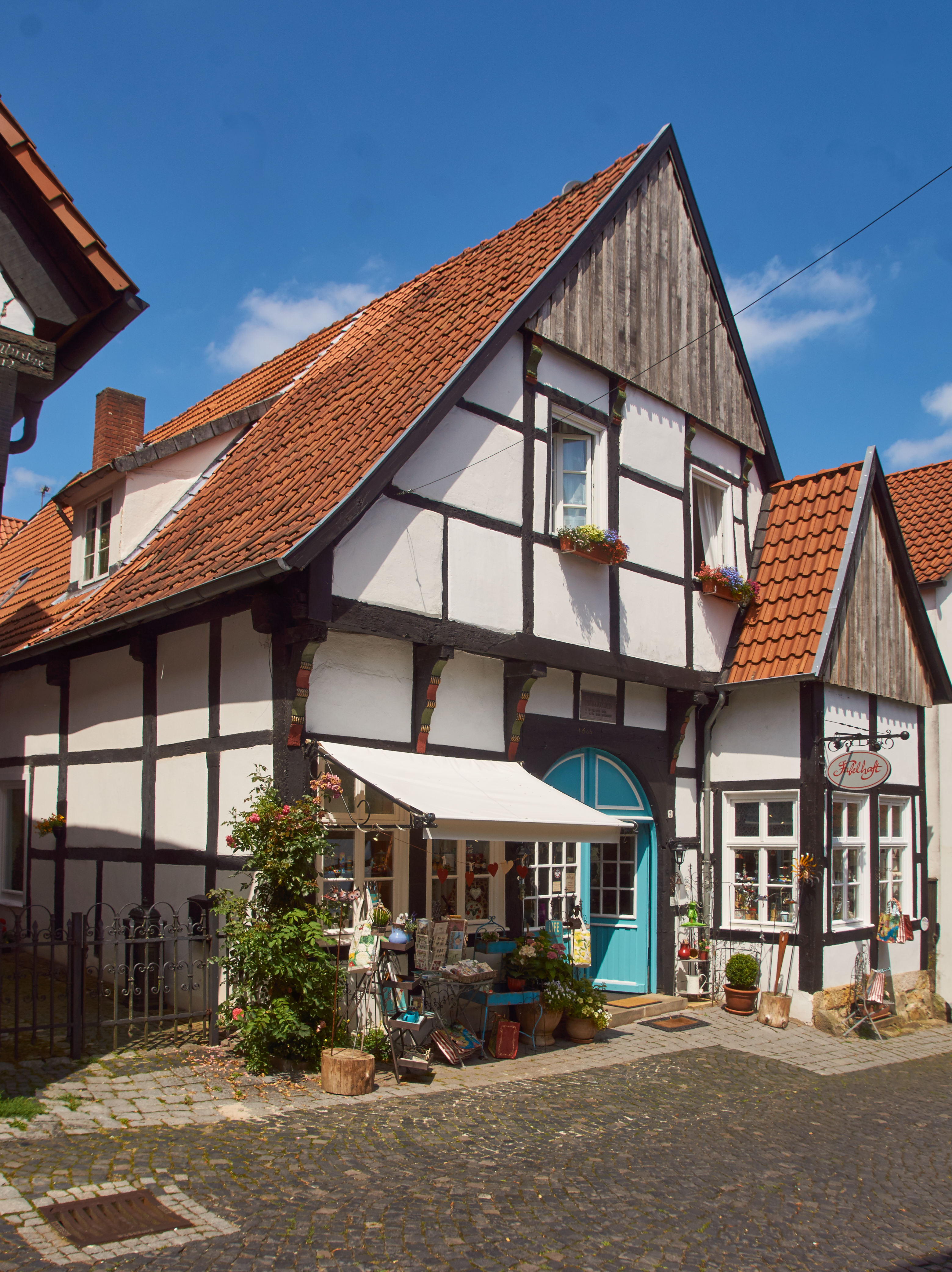
Vierständerbau Krummacherstraße 2 (Tecklenburg)
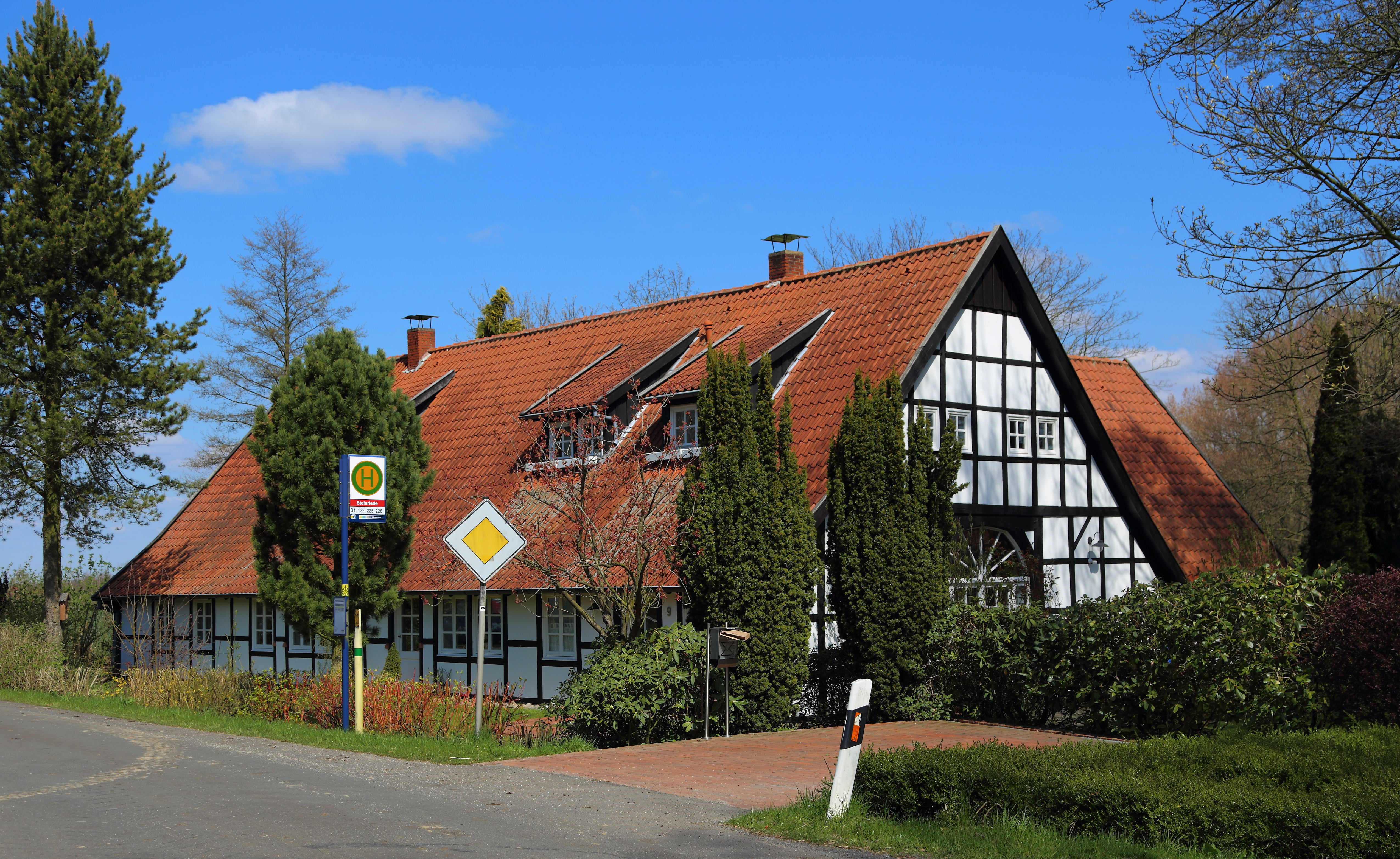
Doppel-Heuerhaus (1782) (Westerkappeln)
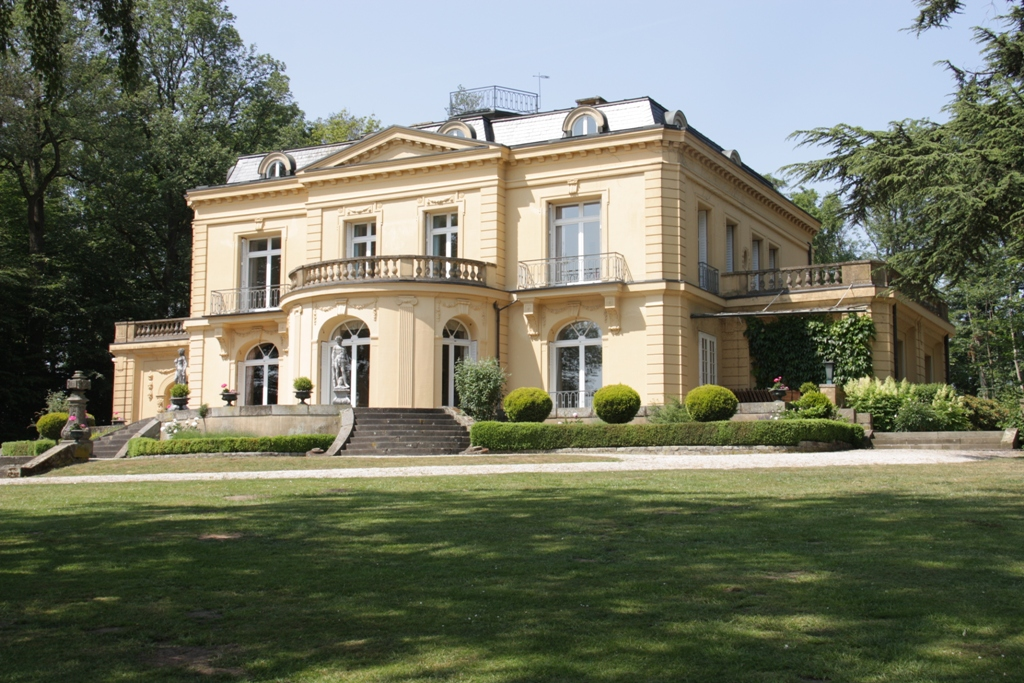
Haus Rothenberge (Wettringen)